# یاکوبا آیزاک زیدا
یاکوبا آیزاک زیدا (انگلیسی: Yacouba Isaac Zida؛ زادهٔ ۱۹۶۵) یک سیاست‌مدار اهل بورکینافاسو است.